# Lèra (Burkina Faso)
Pour les articles homonymes, voir Lera.
Lèra est une commune rurale située dans le département de Loumana de la province de la Léraba dans la région des Cascades au Burkina Faso.

## Géographie
Lèra se trouve à moins d'un kilomètre au sud de Loumana, le chef-lieu du département, dont elle constitue un faubourg.

## Démographie
| 2003 | 2006 | 2012 |
| ---- | ---- | ---- |
| 602  | 769  | -    |

## Éducation et santé
Le centre de soins le plus proche de Lèra est le centre de santé et de promotion sociale (CSPS) de Loumana tandis que le centre médical avec antenne chirurgicale (CMA) est à Sindou et que le centre hospitalier régional (CHR) se trouve à Banfora.
Le village possède une école primaire publique.